# Championnats du monde de lutte 1998
Les  Championnats du monde de lutte 1998 se sont tenus du 27 au 30 août 1998 à Gävle en Suède pour la lutte gréco-romaine, du 8 au 11 septembre 1998 à Téhéran en Iran pour la lutte libre et du 8 au 10 octobre 1998 à Poznań en Pologne. 

## Hommes

### Lutte gréco-romaine
| Épreuves | Or                        | Argent                | Bronze                |
| -------- | ------------------------- | --------------------- | --------------------- |
| 54 kg    | Sim Kwon-ho (KOR)         | Marian Sandu (ROU)    | Khaled Al-Faraj (SYR) |
| 58 kg    | Kim In-sub (KOR)          | Sheng Zetian (CHN)    | Armen Nazaryan (BUL)  |
| 63 kg    | Mkhitar Manukyan (KAZ)    | Şeref Eroğlu (TUR)    | Choi Sang-sun (KOR)   |
| 69 kg    | Aleksandr Tretyakov (RUS) | Csaba Hirbik (HUN)    | Son Sang-pil (KOR)    |
| 76 kg    | Bakhtiyar Baiseitov (KAZ) | Filiberto Azcuy (CUB) | Nazmi Avluca (TUR)    |
| 85 kg    | Aleksandr Menshikov (RUS) | János Kismoni (HUN)   | Martin Lidberg (SWE)  |
| 97 kg    | Gogi Koguashvili (RUS)    | Marek Švec (CZE)      | Davyd Saldadze (UKR)  |
| 130 kg   | Aleksandr Karelin (RUS)   | Matt Ghaffari (USA)   | Yuri Evseitchik (ISR) |

### Lutte libre
| Épreuves | Or                     | Argent                  | Bronze                          |
| -------- | ---------------------- | ----------------------- | ------------------------------- |
| 54 kg    | Sammie Henson (USA)    | Namig Abdullayev (AZE)  | Gholamreza Mohammadi (IRN)      |
| 58 kg    | Alireza Dabir (IRN)    | Harun Doğan (TUR)       | Guivi Sissaouri (CAN)           |
| 63 kg    | Serafim Barzakov (BUL) | Abbas Hajkenari (IRN)   | Cary Kolat (USA)                |
| 69 kg    | Arayik Gevorgyan (ARM) | Zaza Zazirov (UKR)      | Lincoln McIlravy (USA)          |
| 76 kg    | Buvaisar Saitiev (RUS) | Moon Eui-jae (KOR)      | Alexander Leipold (GER)         |
| 85 kg    | Alireza Heidari (IRN)  | Magomed Ibragimov (MKD) | Yoel Romero (CUB)               |
| 97 kg    | Abbas Jadidi (IRN)     | Marek Garmulewicz (POL) | Kuramagomed Kuramagomedov (RUS) |
| 130 kg   | Alexis Rodríguez (CUB) | Rasoul Khadem (IRN)     | Andrey Shumilin (RUS)           |

## Femmes
| Épreuves | Or                        | Argent                  | Bronze                    |
| -------- | ------------------------- | ----------------------- | ------------------------- |
| 46 kg    | Tricia Saunders (USA)     | Miyu Yamamoto (JPN)     | Inga Karamchakova (RUS)   |
| 51 kg    | Atsuko Shinomura (JPN)    | Ida Hellström (SWE)     | Elena Egochina (RUS)      |
| 56 kg    | Gudrun Høie (NOR)         | Anna Gomis (FRA)        | Sara Eriksson (SWE)       |
| 62 kg    | Nikola Hartmann (AUT)     | Lene Aanes (NOR)        | Natalia Vinogradova (RUS) |
| 68 kg    | Christine Nordhagen (CAN) | Stéphanie Groß (GER)    | Sandra Bacher (USA)       |
| 75 kg    | Kyoko Hamaguchi (JPN)     | Kristie Stenglein (USA) | Edyta Witkowska (POL)     |